# Pasarela Natale Capellaro
La Pasarela Natale Capellaro (en italiano: Passerella Natale Capellaro) es un puente ciclo-peatonal de la ciudad piamontesa de Ivrea en Italia. Realizada sobre el río Dora Baltea, su inauguración tuvo lugar en 2013.

## Historia
La obra fue realizada en los comienzos de los años 2010 siendo inaugurada el 12 de octubre de 2013 por el entonces alcalde de Ivrea, Carlo Della Pepa. La pasarela fue dedicada a la memoria del ingeniero Natale Capellaro, diseñador de numerosas calculadoras de la Olivetti como la Divisumma 24 y la Elettrosumma 22.

## Descripción
La pasarela cuenta con tres tramos de 25, 30 y 25 metros de largo sobre el río Dora Baltea e con un ulterior tramo de 30 metros sobre el canal de drenaje de la central idroeléctrica ubicada a lo largo del río. La parte central del puente tiene unos bancos desde donde se puede disfrutar de las vistas sobre el río, Ivrea y las montañas del Valle de Aosta.